# سنا سلیم
سنا سلیم (انگلیسی: Sana Saleem؛ زادهٔ) روزنامه‌نگار، و فعال حقوق بشر اهل پاکستان است.
وی همچنین برندهٔ جوایزی همچون ۱۰۰ زن بی‌بی‌سی شده‌است.